# Tirso (bastone)

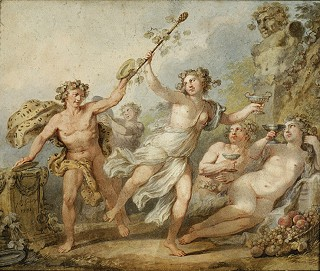
Bacco ed alcune baccanti, una con in mano un tirso

Il sacro tirso era un bastone rituale attribuito al dio greco Dioniso e ai seguaci del suo culto, satiri e menadi. Di legno vario, ma più spesso di corniolo o formato da una grossa asta di ferula, era sormontato da una pigna ed attorno ad esso erano avviluppati edera e pampini di vite. A volte vi erano annodate anche bende di lana, simbolo di consacrazione. Il simbolismo legato a questo strumento è chiaramente fallico, tanto più che ad esempio ne Le Baccanti di Euripide viene affermato che da esso scaturiva miele; esso quindi rappresenta la forza vitale del dio che viene instillata nella vegetazione, negli animali e negli uomini.